# Holtodiglan (film, 2014)
A Holtodiglan (eredeti cím: Gone Girl) 2014-ben bemutatott amerikai pszichothriller, melyet David Fincher rendezett. A főszerepet Ben Affleck, Rosamund Pike, Neil Patrick Harris, Tyler Perry és Carrie Coon alakítja. A film Gillian Flynn azonos című 2012-es regénye alapján készült.
Az Amerikai Egyesült Államokban 2014. október 3-án mutatták be. Magyarországon a szinkronos változat egy nappal hamarabb, október 2-án került mozikba a InterCom Zrt. forgalmazásában.
Általánosságban pozitív értékeléseket kapott a kritikusoktól, külön kiemelve Pike alakítását, akit Golden Globe-, Screen Actors Guild-, BAFTA- és Oscar-díjra is jelöltek. A Metacritic oldalán a film értékelése 79% a 100-ból, ami 49 véleményen alapul. A Rotten Tomatoeson a Holtodiglan 88%-os minősítést kapott, 247 értékelés alapján.

## Cselekmény
Ötödik házassági évfordulójukon az írást oktató Nick Dunne arra tér haza, hogy a felesége, Amy eltűnt. Az esemény hatalmas médiaérdeklődést vált ki, ugyanis a nőről mintázták szülei a "Csodálatos Amy" című, rendkívül népszerű gyerekkönyv-sorozatot. Rhonda Boney nyomozó viszi az ügyet, aki a ház átvizsgálása során furcsa nyomokra bukkan. Emiatt Nick egyre gyanúsabb lesz neki, ráadásul a férfi meglehetősen egykedvű viselkedésével is magára vonja a figyelmet, ami miatt a médiában szociopatának állítják be, és ami miatt az ikertestvére, Margo is elkezd kételkedni abban, hogy semmi köze az eltűnéshez.
Visszaemlékezésekben láthatjuk, hogyan találkozott először Amy és Nick. A nő felfedte előtte, hogy a „Csodálatos Amy” mesekönyvekben látható mása az ő tökéletesített verziója, amellyel a szülei palástolták a hiányosságait. Összeházasodtak, de a frigy szép lassan elkezdett megromlani: a gazdasági válság miatt mindketten elvesztették a munkájukat, Nick anyjánál pedig végstádiumú rákot állapítottak meg, emiatt New Yorkból a Missouri állambeli North Carthage-be kellett költözniük. Nick ellustult és elhidegült a feleségétől, ráadásul az egyik diákjával, Andie-vel kezdte el csalni. Amynek sem tetszett az idegen világ, amibe New York-i életét követően belecsöppent.
Miután az igazságügyi szakértők észreveszik, hogy a házban hevenyészett módon vért takarítottak fel, Boney egyre inkább azt gyanítja, hogy Nick megölte Amyt. Ezt alátámasztják a pénzügyi helyzetükről és költéseikről előkerült bizonyítékok, az, hogy voltak köztük viták, és hogy Amy egy fegyvert is vásárolt. Kiderül az is, hogy Amy terhes volt, Nick azonban tagadja, hogy erről tudott volna. Minden házassági évfordulójukon kincsvadászatot játszottak, az idei játék alkalmával a nyomok azonban Nick hitelkártyájával megvásárolt, extravagáns dolgok, köztük pedig egy napló, amiben Amy leírja, mennyire elszigetelődöttnek érzi magát, a végén pedig azt, hogy attól tart, a férje meg fogja őt ölni.
Csakhogy Amynek valójában semmi baja, és az Ozark-hegységben bujkál az állam északi szegletében. Amikor megtudta, hogy Nick félrelép, elhatározta, hogy megbünteti őt ezért, méghozzá úgy, hogy megjátssza a saját halálát, és úgy rendezi, hogy úgy tűnjön, hogy Nick ölte meg őt, méghozzá tisztán pénzügyi érdekből. Egy naplót fabrikált, melynek korai bejegyzései valóságosak, azonban a későbbiekben rengeteg álinformáció rejlik, többek között párkapcsolati erőszakról és arról, mennyire fél Nicktől. Összebarátkozott az egyik szomszéd nővel, akivel elhitette, hogy Nick erőszakosan bánik vele, majd a vizeletét is megszerezte, hogy hamis terhességi tesztet produkáljon – mindezt a barátságot pedig szándékosan titokban tartotta Nick előtt. Ha ez nem lenne elég, a kincsvadászat során megrendelt tárgyak is mind olyanok voltak, hogy ezek után egyértelműen Nick bűnössége mellett szóljanak. Saját magától vett le vért, öntötte szét a padlón, majd törölte fel sietősen, hogy ezzel is a gyanút erősítse. Úgy vélte, hogy ezek miatt Nicket egész biztos elítélik és kivégzik, és ha ez bekövetkezik, akkor ő pedig öngyilkos lesz.
Nick időközben rájön a turpisságra, és igazáról meggyőzi Margót is. New York-ba repül és találkozik Tanner Bolttal, az ügyvéddel, aki kifejezetten a feleséggyilkossággal vádolt férjek védelmére specializálódott. A városban találkozik Tommy O’Harával, Amy volt barátjával, aki elmeséli neki, hogy Amy hamisan vádolta őt azzal, hogy megerőszakolta, majd bizonyítékokat fabrikált, és a börtönt csak úgy kerülhette el, ha regisztrált szexuális bűnözőként veszik nyilvántartásba, ami azóta is ellehetetleníti az életét. Egy másik volt barátjával, a gazdag Desi Collinsszal is találkozik, akivel szemben pedig Amy korábban távoltartási végzést kért. Desi azonban nem együttműködő és nem hajlandó segíteni semmiben.
Amyt időközben leleplezik az új szomszédai, akik kirabolják őt (tudván, hogy úgysem tehet semmit, mert akkor lebukna), ezért Desihez menekül, azt hazudva neki, hogy Nick elől bujkál. A férfi örömmel fogadja őt és elviszi a tóparti házába, amely azonban teljesen be van kamerázva. Mikor egy sajtótájékoztatón Andie nyilvánosan elismeri, hogy Nick szeretője volt, Nick egy talk show-ban az ártatlanságát bizonyítja, majd a kamerába nézve ország-világ előtt bocsánatot kér Amytől, elismerve, hogy rossz férj volt, abban reménykedve, hogy ezzel lépre csalja a nőt. Időközben azonban a rendőrség megtalálja a kincsvadászat során elrejtett nyomokat és így Nicket letartóztatják gyilkosság vádjával – innen óvadék ellenében szabadul. De Amyt, aki látja a tévében Nick vallomását, meggyőzik a férfi szavai, ezért megváltoztatja a tervét. A kamerarendszert kihasználva először is bizonyítékot fabrikál, hogy Desi elrabolta és megerőszakolta őt, majd elcsábítván a férfit megöli őt, és összevérezve magát visszatér Missouriba, tisztázván így Nicket.
Mikor aztán a kihallgatása során Boney logikátlanságokat vél felfedezni Amy vallomásában, a nő inkompetensnek nevezi a rendőrséget, akiktől ráadásul az FBI elveszi az ügyet, így a dolog ennyiben marad, és Amynek adnak igazat. Amy a zuhany alatt (mert csak így lehet benne biztos, hogy nincs bedrótozva) elmondja Nicknek, hogy ő ölte meg Desit és azért jött vissza hozzá, mert az a férfi, akit a tévében látott, az ugyanaz volt, akibe beleszeretett. Nick ezt elmondja Boneynak, Boltnak és Margónak, de egyikük sem tehet semmit, mert nincs bizonyítékuk.
Nick eldönti, hogy egy tévés interjú során kitálal és egyszer és mindenkorra elválik Amytől. Csakhogy a nő bejelenti, hogy most igazából terhes – méghozzá a Nick által spermabankban tárolt minta segítségével. Nick dühödten reagál a hírre, de a gyerek miatt érzett bűntudata miatt úgy dönt, marad a házasságában.

## Szereplők

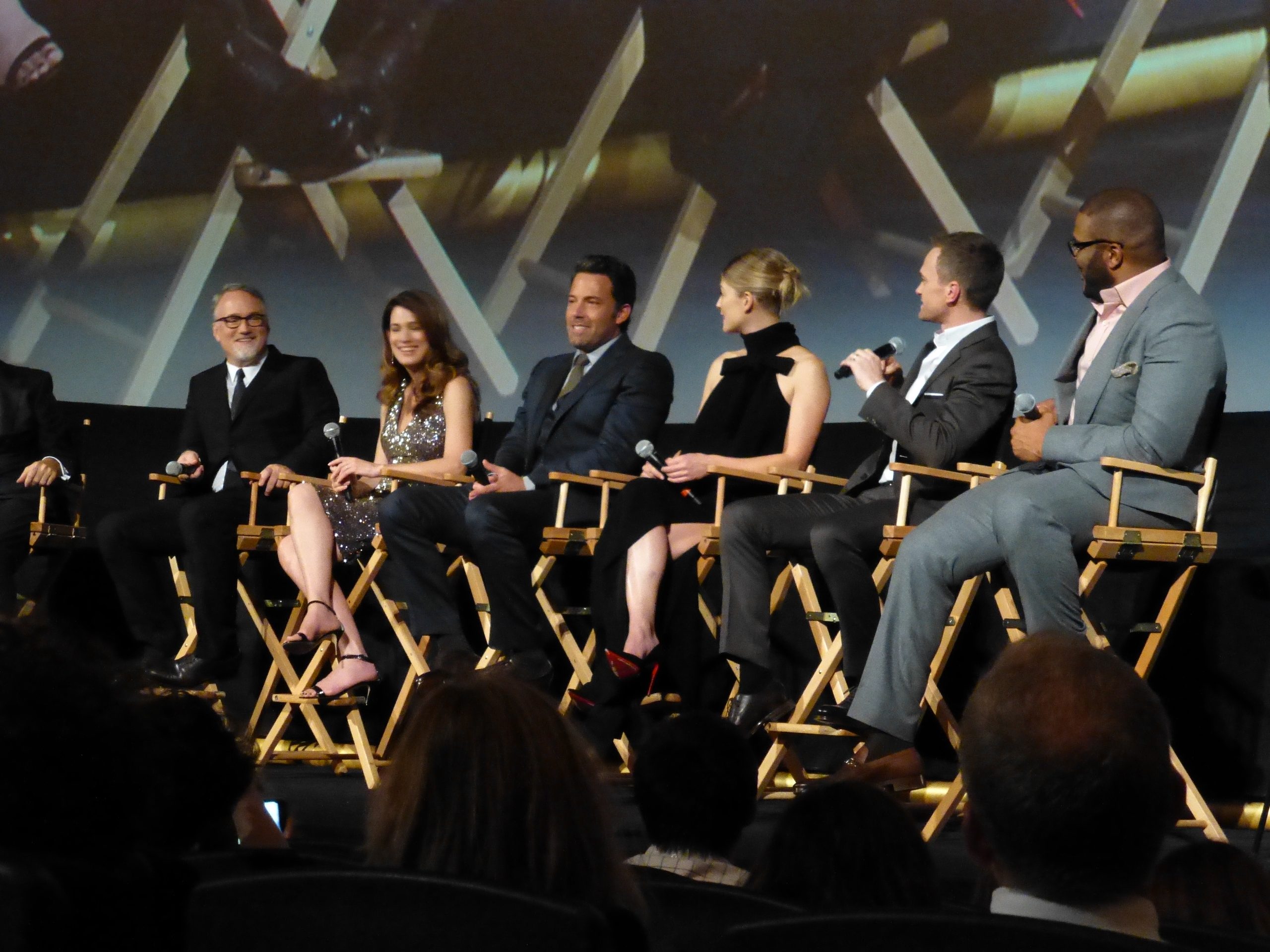
A Holtodiglan premierje az 52. New York Film Fesztiválon, 2014 októberében

| Szerep                                                    | Színész             | Magyar hang         |
| --------------------------------------------------------- | ------------------- | ------------------- |
| Nick Dunne, az aggódó férj                                | Ben Affleck         | Széles Tamás        |
| Amy Elliott-Dunne, Nick eltűnt felesége                   | Rosamund Pike       | Horváth Lili        |
| Desi Collings, Amy ex-barátja                             | Neil Patrick Harris | Zámbori Soma        |
| Tanner Bolt, Nick ügyvédje                                | Tyler Perry         | Barabás Kiss Zoltán |
| Margo „Go” Dunne, Nick ikernővére                         | Carrie Coon         | Bíró Kriszta        |
| Rhonda Boney nyomozó, Amy eltűnésének vizsgálati vezetője | Kim Dickens         | Kéri Kitty          |
| James Gilpin tiszt, Boney partnere                        | Patrick Fugit       | Csőre Gábor         |
| Rand Elliot, Amy apja                                     | David Clennon       | Várkonyi András     |
| Marybeth Elliott, Amy anyja                               | Lisa Banes          | Menszátor Magdolna  |
| Andie Fitzgerald, Nick diákja és szeretője                | Emily Ratajkowski   | Bogdányi Titanilla  |

## Díjak és jelölések
- Golden Globe-díj (2015) – Legjobb rendező jelölés: David Fincher
- Golden Globe-díj (2015) – Legjobb eredeti filmzene jelölés: Trent Reznor, Atticus Ross
- Golden Globe-díj (2015) – Legjobb színésznő – drámai kategória jelölés: Rosamund Pike
- Golden Globe-díj (2015) – Legjobb forgatókönyv jelölés: Gillian Flynn
- Oscar-díj (2015) – Legjobb női alakítás jelölés: Rosamund Pike
- BAFTA-díj (2015) – Legjobb női alakítás jelölés: Rosamund Pike
- BAFTA-díj (2015) – Legjobb adaptált forgatókönyv jelölés: Gillian Flynn